# IC 202
IC 202 је спирална галаксија у сазвјежђу Кит која се налази на листи објеката дубоког неба у Индекс каталогу.
Деклинација објекта је + 9° 10' 7" а ректасцензија 2h 7m 28,6s. Привидна величина (магнитуда) објекта IC 202 износи 14,4 а фотографска магнитуда 15,2. IC 202 је још познат и под ознакама UGC 1610, MCG 1-6-43, CGCG 413-44, IRAS 02047+0856, PGC 8101.